# Конституция Бадена

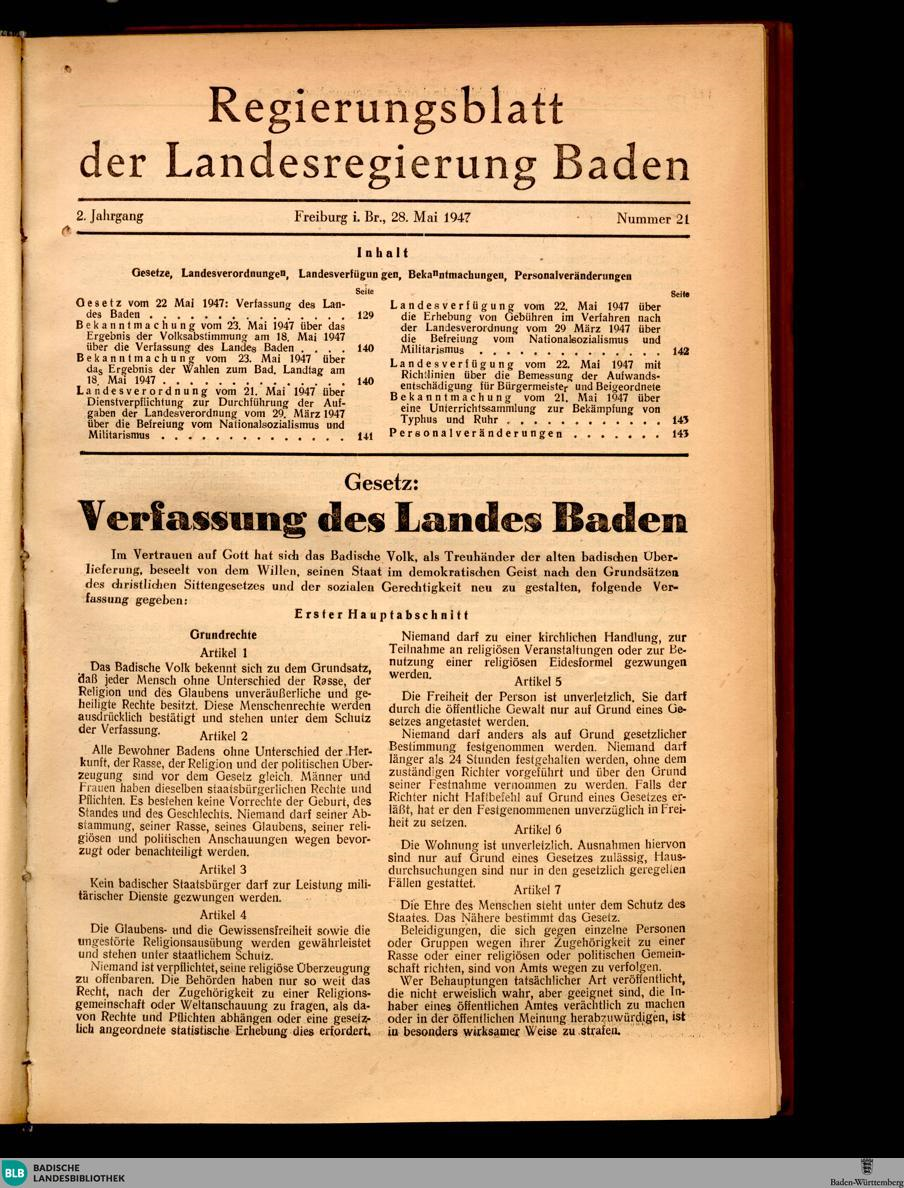
Текст Конституции земли Бадена от 18 мая 1947 года

Конституция федеральной земли Баден — конституция, принятая 18 мая 1947 года, которая распространяла свою юрисдикцию на территорию земли Баден. 19 ноября 1953 года действие конституции было отменено.
Конституция имела пять разделов: основные права, обязанности и общественная жизнь, государственное устройство, защита Конституции и заключительные положения.
Проект конституции был утверждён 21 апреля 1947 года на 16-м заседании Консультативной ассамблеи Бадена 40 голосами против двенадцати. Затем 25 апреля его одобрило французское военное правительство. Конституция земли Баден была представлена населению одновременно с проведением парламентских выборов 18 мая.
Конституция вступила в силу 19 мая 1947 года. Её действие прекратилось 19 ноября 1953 года, так как земля Баден 25 апреля 1952 года вошла в состав земли Баден-Вюртемберг.